# 王跃堂
王跃堂，南京大学管理学院教授、院长，研究领域为财务会计、审计学，著有《独立董事制度的有效性：理论分析与实证检验》等书。担任中国实证会计研究会常务理事，中华人民共和国教育部2012年度“长江学者”特聘教授。